# Ісаченко Борис Лаврентійович

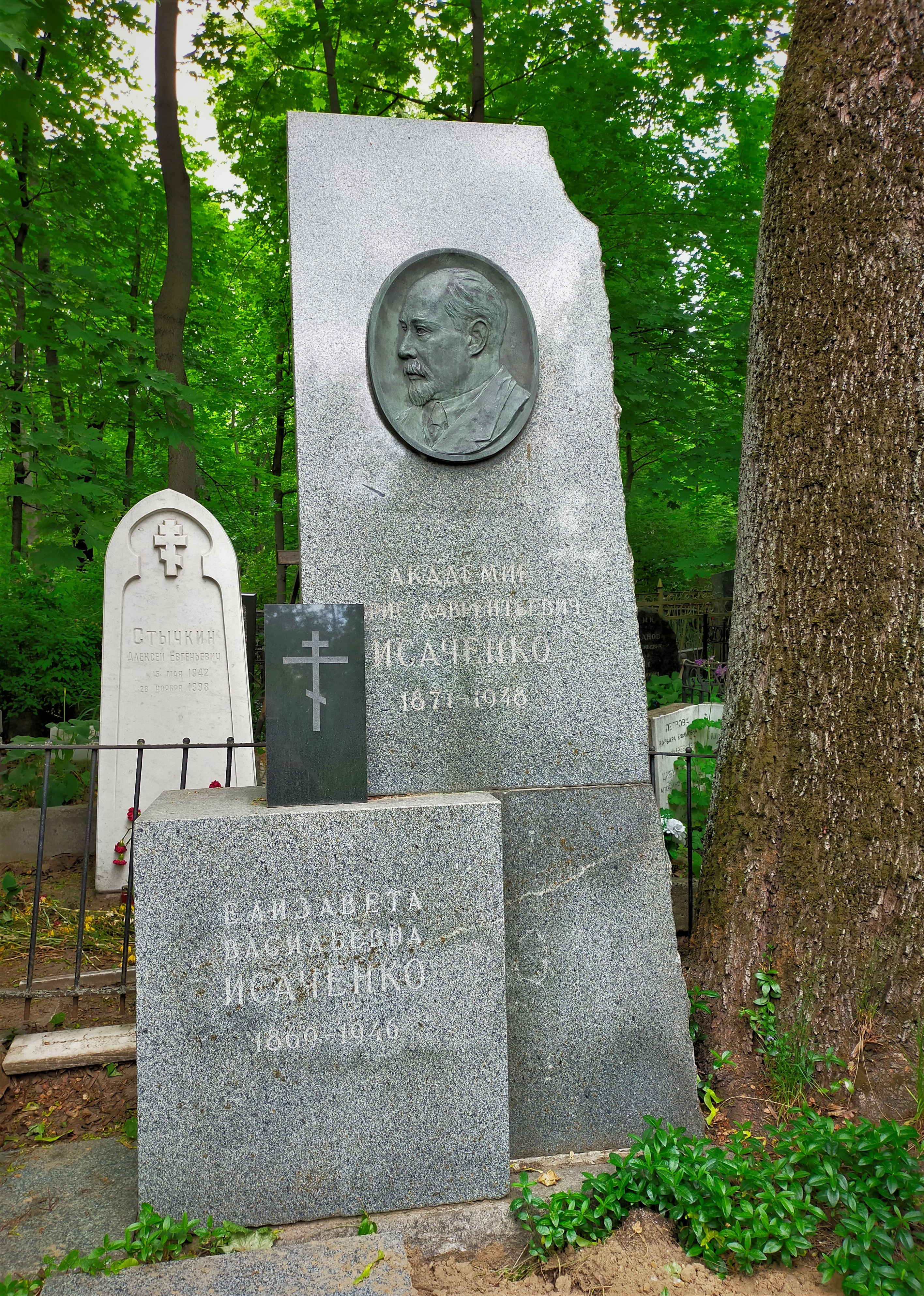
Могила Б.Л. Ісаченко на Введенському кладовищі у Москві

Ісаченко Борис Лаврентійович (нар. 2 (14) червня 1871 — 17 листопада 1948) — український та російський мікробіолог та ботанік; родом з Херсонщини, працював у Петербурзі й Москві; член АН УРСР та СРСР, директор Інституту мікробіології АН СРСР; праці про бактерії Льодовитого океану й Чорного моря, значення мікроорганізмів у геологічних процесах. Академік АН УРСР (13.02.1945). Член-кореспондент АН СРСР з 1929, академік з 1946. Заслужений діяч науки СРСР (1936).
Автор найменувань низки ботанічних таксонів. В ботанічній номенклатурі ці назви доповнюються скороченням «Issatsch.».

## Біографія
Народився 14 червня 1871 в Санкт-Петербурзі в сім'ї вихідця з України Ісаченка Лаврентія Лаврентійовича і Софії Федорівни Ільїної. В 1884 р. його батько влаштувався нотаріусом в м. Миколаєві, де Борис навчався в Олександрівській класичній гімназії, яку закінчив у 1891.
В тому ж році поступив в Петербурзький університет. Будучи студентом взяв участь у відрядженні до Херсонської та Бесарабської губернії (1894) для дослідження причин поширення в них грибів-паразитів. Університет закінчив в 1895 з дипломом 1-го ступеня. За роботи «К гистологии Pholiota aurea Fr.» і «Паразитные грибы Херсонской губернии» був премійований Радою університету і залишений при університеті для підготовки до професорського звання.
Кілька семестрів навчався за кордоном — в Лейпцизькому (1896), Бернському (1913) і Марбурзькому (1914) університетах, а також в Політехнікумі в Дельфті (1896).
У 1900—1930 працював завідувачем відділу у Санкт-Петербурзькому ботанічному саду (пізніше — Ботанічний інститут АН СРСР).
Одночасно на викладацькій роботі у вузах Санкт-Петербурга: у 1900—1929 — приват-доцент, професор (з 1918) університету та у 1904—1937 — професор, декан, ректор (1920—1921) сільськогосподарського інституту.
У 1918—1929 завідував організованою ним кафедрою мікробіології ЛДУ.
1917—1930 — директор Головного ботанічного саду АН СРСР.
У 1929—1937 — завідувач відділу Всесоюзного інституту експериментальної медицини (Ленінград-Москва).
З 1937 і до кінця життя — директор Інституту мікробіології АН СРСР у Москві (у воєнні роки перебував з Інститутом у м. Фрунзе (нині — Бішкек)). Водночас у 1944-48 працював у Інституті мікробіології АН України.
Був арештований у 1937—1939 роках.